# Białobrzuch
Białobrzuch (Niviventer) – rodzaj ssaków z podrodziny myszy (Murinae) w obrębie rodziny myszowatych (Muridae).

## Rozmieszczenie geograficzne
Rodzaj obejmuje gatunki występujące we wschodniej i południowo-wschodniej Azji.

## Morfologia
Długość ciała (bez ogona) 102–205 mm, długość ogona 120–270 mm, długość ucha 17–29 mm, długość tylnej stopy 18–40 mm; masa ciała 21,5–213 g.

## Systematyka
Rodzaj (w randze podrodzaju w obrębie Rattus) zdefiniował w 1976 roku amerykański teriolog i ornitolog Joe Truesdell Marshall w książce swojego autorstwa zatytułowanej Rodzina Muridae: szczury i myszy. Gatunkiem typowym jest (absolutna tautonimia) białobrzuch himalajski (N. niviventer).

### Etymologia
Niviventer: epitet gatunkowy Mus niviventer Hodgson, 1836; łac. nix, nivis ‘śnieg’; venter, ventris ‘brzuch’.

### Podział systematyczny
Do rodzaju należą następujące występujące współcześnie gatunki:
| Grafika | Gatunek                   | Autor i rok opisu                                                                              | Nazwa zwyczajowa          | Podgatunki         | Rozmieszczenie geograficzne | Podstawowe wymiary                                  | Status IUCN |
| ------- | ------------------------- | ---------------------------------------------------------------------------------------------- | ------------------------- | ------------------ | --- | --------------------------------------------------- | ----------- |
|         | Niviventer cremoriventer  | (G.S. Miller, 1900)                                                                            | białobrzuch ciemnoogonowy | gatunek monotypowy | skrajnie południowa Mjanma (archipelag Mergui), Półwysep Malajski, Wielkie Wyspy Sundajskie oraz przybrzeżne wyspy; zakres wysokości: około 1650 m n.p.m.                                    | DC: 12,5–14,8 cm DO: 15,8–20 cm MC: 51–58 g         | LC          |
|         | Niviventer rapit          | (Bonhote, 1903)                                                                                | białobrzuch długoogonowy  | gatunek monotypowy | wyżyny Borneo (Malezja i Indonezja); zakres wysokości: 600–3360 m n.p.m. | DC: około 14,3 cm DO: około 19,7 cm MC: około 60 g  | LC          |
|         | Niviventer cameroni       | (Chasen, 1940)                                                                                 | białobrzuch wyżynny       | gatunek monotypowy | endemit Malezji (Wyżyna Camerona); zakres wysokości: 1520–2010 m n.p.m. | DC: 13–17 cm DO: 20–27 cm MC: 58–129 g              | VU          |
|         | Niviventer fraternus      | (H.C. Robinson & Kloss, 1916)                                                                  | białobrzuch sumatrzański  | gatunek monotypowy | endemit Indonezji (zachodnia Sumatra); zakres wysokości: 1250–3500 m n.p.m. | DC: około 16,2 cm DO: około 23 cm MC: brak danych   | LC          |
|         | Niviventer lepturus       | (Jentink, 1879)                                                                                | białobrzuch cienkoogonowy | gatunek monotypowy | endemit Indonezji (zachodnia i środkowa Jawa); zakres wysokości: 1000–2000 m n.p.m. | DC: około 13,5 cm DO: około 17,8 cm MC: brak danych | LC          |
|         | Niviventer hinpoon        | (J.T. Marshall, 1976)                                                                          | białobrzuch wapienny      | gatunek monotypowy | endemit Tajlandii (obszary wapiennego krasu) | DC: 12–16 cm DO: 12–16 cm MC: 50–70 g               | EN          |
|         | Niviventer fulvescens     | (J.E. Gray, 1847)                                                                              | białobrzuch kasztanowaty  | gatunek monotypowy | północne Indie i Nepal na wschód do południowo-środkowej Chińskiej Republiki Ludowej (wschodni Tybet i Junnan), Mjanma i północny Wietnam; być może północny Pakistan i Tajlandia            | DC: 10,5–16 cm DO: 15–22 cm MC: 40–91 g             | LC          |
|         | Niviventer huang          | (Bonhote, 1905)                                                                                |                           | gatunek monotypowy | endemit Chińskiej Republiki Ludowej (na wschód od Syczuanu, Junnanu i Hubei, także wyspa Hajnan); zakres wysokości: 200–2300 m n.p.m.                                                        | DC: 11,9–16,5 cm DO: 14–20 cm MC: 40–120 g          | NE          |
|         | Niviventer mekongis       | (H.C. Robinson & Kloss, 1922)                                                                  |                           | gatunek monotypowy | Chińska Republika Ludowa (południowy Junnan i Kuangsi), Laos i Wietnam; zakres wysokości: 50–2300 m n.p.m.                                                                                   | DC: 10,5–16,3 cm DO: 14,3–22 cm MC: 46–126 g        | NE          |
|         | Niviventer fengi          | Ge, Feijó & Yang Qisen, 2020                                                                   |                           | gatunek monotypowy | endemit Chińskiej Republiki Ludowej (dolina Jilong (Tybet) w pobliżu granicy z Nepalem); zakres wysokości: 2900–3200 m n.p.m.                                                                | DC: 11–16 cm DO: 12,7–18 cm MC: 41–80 g             | NE          |
|         | Niviventer andersoni      | (O. Thomas, 1911)                                                                              | białobrzuch chiński       | 2 podgatunki       | endemit Chińskiej Republiki Ludowej (południowe Shaanxi, Syczuan i Junnan); zakres wysokości: 2000–3000 m n.p.m.                                                                             | DC: 13,6–20 cm DO: 20–27 cm MC: 88–182 g            | LC          |
|         | Niviventer excelsior      | (O. Thomas, 1911)                                                                              | białobrzuch syczuański    | gatunek monotypowy | endemit Chińskiej Republiki Ludowej (południowo-zachodni Syczuan,oraz północno-zachodni i środkowy Junnan); zakres wysokości: 2300–3000 m n.p.m.                                             | DC: 12,1–14,5 cm DO: 18,5–22 cm MC: 56–95 g         | LC          |
|         | Niviventer culturatus     | (O. Thomas, 1917)                                                                              | białobrzuch puszysty      | gatunek monotypowy | endemit Republiki Chińskiej (zalesione wyżyny); zakres wysokości: 2000–3000 m n.p.m. | DC: 13–15 cm DO: 17–20 cm MC: 53–213 g              | LC          |
|         | Niviventer brahma         | (O. Thomas, 1914)                                                                              | białobrzuch bramiński     | gatunek monotypowy | północno-wschodnie Indie (Arunachal Pradesh), północna Mjanma (Kaczin) i południowo-środkowa Chińska Republika Ludowa (Junnan); zakres wysokości: 2000–2800 m n.p.m.                         | DC: 13,5–15,5 cm DO: 20–24 cm MC: brak danych       | LC          |
|         | Niviventer niviventer     | (Hodgeson, 1836)                                                                               | białobrzuch himalajski    | gatunek monotypowy | północne i północno-wschodnie Indie, Nepal, Bhutan, północna Mjanma, północny Laos, północny Wietnam i południowo-środkowa Chińska Republika Ludowa; zakres wysokości: 235–2700 m n.p.m.     | DC: 13,3–16 cm DO: około 21 cm MC: brak danych      | LC          |
|         | Niviventer eha            | (Wroughton, 1916)                                                                              | białobrzuch przydymiony   | gatunek monotypowy | Nepal, Indie (Bengal Zachodni, Sikkim i Arunachal Pradesh), północna Mjanma, południowo-zachodnia i środkowa Chińska Republika Ludowa; być może Bhutan; zakres wysokości: 2000–3700 m n.p.m. | DC: 11,2–13 cm DO: 16,5–19,5 cm MC: 21–63 g         | LC          |
|         | Niviventer coninga        | (Swinhoe, 1864)                                                                                | białobrzuch kolczasty     | gatunek monotypowy | endemit Republiki Chińskiej (zalesione i krzewiaste niziny); zakres wysokości: do 2000 m n.p.m.                                                                                              | DC: 14–20 cm DO: 17,4–26 cm MC: 108–176 g           | LC          |
|         | Niviventer lotipes        | (G.M. Allen, 1926)                                                                             |                           | gatunek monotypowy | endemit Chińskiej Republiki Ludowej (południowo-wschodnia część na południe od rzeki Jangcy i wyspa Hajnan); zakres wysokości: 15–2300 m n.p.m.                                              | DC: 10–18,3 cm DO: 10,3–20 cm MC: 32–118 g          | NE          |
|         | Niviventer tenaster       | (O. Thomas, 1916)                                                                              | białobrzuch dżunglowy     | gatunek monotypowy | zachodnio-środkowa i południowa Mjanma, północno-zachodnia Tajlandia (prowincja Chiang Mai), Laos, Wietnam i południowa Kambodża (góry Phnum Dâmrei); zakres wysokości: 1300–3000 m n.p.m.   | DC: 12–19 cm DO: 17,5–23 cm MC: 50–140 g            | LC          |
|         | Niviventer gladiusmaculus | Ge Deyan, Liu Liang, Xia Lin, Du Yuanbao, Wen Zhixin, Jilong Cheng, Abramov & Yang Qisen, 2018 |                           | gatunek monotypowy | endemit Chińskiej Republiki Ludowej (południowo-wschodni Tybet (znany z Linzhi i okolic)); zakres wysokości: 2890–4415 m n.p.m.                                                              | DC: 10,2–14,5 cm DO: 12,3–18 cm MC: 32–82 g         | NE          |
|         | Niviventer pianmaensis    | Li Song & Yang Junxing, 2009                                                                   |                           | gatunek monotypowy | endemit Chińskiej Republiki Ludowej (południowo-wschodni Tybet i południowo-zachodni Junnan); zakres wysokości: 1160–4530 m n.p.m.                                                           | DC: 12,8–17 cm DO: 17,9–23 cm MC: 75–150 g          | NE          |
|         | Niviventer confucianus    | (Milne-Edwards, 1871)                                                                          | białobrzuch konfucjański  | 3 podgatunki       | środkowa i północna Chińska Republika Ludowa, północna Mjanma i północny Wietnam; zakres wysokości: 30–4475 m n.p.m.                                                                         | DC: 11,3–21 cm DO: 11,5–18,9 cm MC: 43–124 g        | LC          |
|         | Niviventer bukit          | (Bonhote, 1903)                                                                                |                           | gatunek monotypowy | południowo-środkowa Chińska Republika Ludowa (Junnan), północny Laos, południowy Wietnam, Półwysep Malajski, Sumatra, Jawa i Bali; zakres wysokości: 95–1400 m n.p.m.                        | DC: 12–15,7 cm DO: 14,4–18,5 cm MC: 60–135 g        | NE          |
|         | Niviventer sacer          | (O. Thomas, 1908)                                                                              |                           | gatunek monotypowy | endemit Chińskiej Republiki Ludowej (góry i wzgórza w całym Szantungu) | DC: 12,2–16,9 cm DO: 12,1–17,9 cm MC: brak danych   | NE          |

Kategorie IUCN:  LC  – gatunek najmniejszej troski,  VU  – gatunek narażony,  EN  – gatunek zagrożony;  NE  – gatunki niepoddane jeszcze ocenie.
Opisano również gatunki wymarłe z plejstocenu:
- Niviventer gracilis Chaimanee, 1998[11] (Tajlandia)
- Niviventer preconfucianus Zheng Shaohua, 1993[12] (Chińska Republika Ludowa)